# توني مارش
توني مارش (بالإنجليزية: Tony Marsh)‏ هو نحات أمريكي، ولد في 26 مايو 1954 في نيويورك في الولايات المتحدة.

## وصلات خارجية
- الموقع الرسمي